# Мур, Роб
Роб Мур (англ. Rob Moore, р. 14 мая 1974 в Гандере, Ньюфаундленд и Лабрадор) — канадский адвокат и политик. С 15 июля 2013 года федеральный министр развития Атлантической Канады.

## Биография
На федеральных выборах 2000 он выставлялся под знамёнами Канадского союза в нью-брансуикском округе Фанди — Ройял. Он занял третье место, получив на 8392 голоса меньше Джона Херрона из Прогрессивно-консервативной партии Канады. В 2004 он снова выставил свою кандидатуру в преобразованном округе Фанди (на этот раз под знамёнами новой Консервативной партии Канады) против Херрона, покинувшего консерваторов и намеревавшегося пройти в парламент под знамёнами Либеральной партии Канады. На этот раз Мур взял реванш.
На выборах 2006 Мур противостоял трём соперникам: Элдону Хантеру от Либеральной партии, Робу Муару от Новой демократической партии и Пэтти Донован от Зелёной партии Канады.
При этом ему удалось занять своё кресло в Палате общин. Его партия под руководством Стивена Харпера добилась правящего меньшинства и победила либералов премьер-министра с окончившимися полномочиями Пола Мартина.
На федеральных выборах 2019 года Мур снова был избран и смог вернуть себе место в парламенте.